# Dorpenomloop Rucphen 2012
La Dorpenomloop Rucphen 2012, trentaseiesima edizione della corsa, valida come evento dell'UCI Europe Tour 2012 categoria 1.2, si svolse l'11 marzo 2012 su un percorso di 192,2 km. Fu vinta dall'italiano Giorgio Brambilla, che giunse al traguardo in 4h 23' 32" alla media di 43,75 km/h.
Furono 164 in totale i ciclisti che portarono a termine la gara.

## Ordine d'arrivo (Top 10)
| Pos. | Corridore           | Squadra         | Tempo    |
| ---- | ------------------- | --------------- | -------- |
| 1    | Giorgio Brambilla   | Leopard         | 4h23'32" |
| 2    | Patrick Clausen     | Glud & Marst.   | s.t.     |
| 3    | Angelo Furlan       | Christina Watc. | s.t.     |
| 4    | Wesley Kreder       | Rabobank C.     | s.t.     |
| 5    | Geert van der Weijs | Jo Piels        | s.t.     |
| 6    | Steve Schets        | Jong Vlaand.    | s.t.     |
| 7    | Nils Plötner        | Raiko-Stölting  | s.t.     |
| 8    | Timothy Dupont      | Jong Vlaand.    | s.t.     |
| 9    | Thomas Vernaeckt    | Geofco          | s.t.     |
| 10   | Lars Horring        | Ruiter Dakk.    | s.t.     |